# Philip Sandblom
John Philip Sandblom (ur. 29 października 1903 w Chicago, zm. 21 lutego 2001 w Lozannie) – szwedzki lekarz chirurg, żeglarz, olimpijczyk, zdobywca brązowego medalu w regatach na Letnich Igrzyskach Olimpijskich w 1928 roku w Amsterdamie.

## Życiorys
Urodził się w Chicago w szwedzkiej rodzinie. Przed powrotem rodziny do Szwecji część dzieciństwa spędził w Norwegii, gdzie urodził się jego brat Carl, a jego ojciec John założył szkołę dentystyczną w Oslo. W 1930 roku ukończył studia medyczne w Instytucie Karolinska, po czym w 1934 roku został absolwentem Northwestern University. W 1944 roku otrzymał tytuł doktora Instytutu Karolinska za dysertację The tensile strength of healing wounds. Pracował w szpitalach w Örebro i Sztokholmie, od 1945 roku kierował oddziałem chirurgii dziecięcej, a w 1950 roku został profesorem chirurgii uniwersytetu w Lund i głównym chirurgiem uniwersyteckiego szpitala. W latach 1956–1968 był rektorem uniwersytetu w Lund, w okresie jego dużego rozwoju, zmian organizacyjnych i nacisków politycznych. Wykazał się zdolnościami organizacyjnymi i administracyjnymi, wprowadził m.in. wymiany studenckie z University of California.
Podczas częstych wyjazdów do USA poznawał nowe techniki chirurgiczne, które następnie zaszczepiał na szwedzkim gruncie. Wprowadził między innymi chirurgię rekonstrukcyjną przy nadciśnieniu wrotnym, jako pierwszy w Szwecji operował dziecko z atrezją przełyku oraz jako pierwszy w Europie przeprowadził zabieg u pacjenta z tetralogią Fallota, techniki nauczywszy się u pioniera w tej dziedzinie, Alfreda Blalocka. Autor wielu publikacji naukowych, prócz innych do medycyny wprowadził termin hemobilia.
Członek krajowych, zagranicznych i międzynarodowych branżowych organizacji i stowarzyszeń. Otrzymał tytuł doktora honoris causa University of Glasgow (1965), Sorbony (1967), uniwersytetu w Lund (1968) i uniwersytetu w Lozannie (1974).
W 1970 roku przeszedł na emeryturę, następnie mieszkał i praktykował w San Diego i Lozannie, gdzie ostatecznie osiadł, gościnnie wykładając na University of California, San Diego oraz Université de Lausanne. Aż do śmierci aktywnie śledził postępy w medycynie i uczestniczył w lekarskich zjazdach, zmarł w wieku 97 lat dzień po powrocie ze Studentafton w Lund pozostawiając żonę Grace i czwórkę dzieci. Wdowa po nim przekazała dwa miliony koron na fundusz na coroczne wykłady łączące nauki humanistyczne i medycynę wygłaszane na uniwersytecie w rocznicę jego urodzin. Zmarła w 2006 roku w Kalifornii w wieku 99 lat.
Wraz z małżonką przekazali część swoich zbiorów sztuki uniwersytetowi oraz Nationalmuseum.
Syn Johna i brat Carla, również żeglarzy-olimpijczyków.

## Sport
Na Letnich Igrzyskach Olimpijskich 1928 zdobył brąz w żeglarskiej klasie 8 metrów. Załogę jachtu Sylvia tworzyli również Wilhelm Törsleff, Clarence Hammar, John Sandblom, Carl Sandblom i Tore Holm.